# Новософиевка (Вольнянский район)
Новософиевка (укр. Новософіївка) — село,
Дружелюбовский сельский совет,
Вольнянский район,
Запорожская область,
Украина.
Код КОАТУУ — 2321581404. Население по переписи 2001 года составляло 410 человек.

## Географическое положение
Село Новософиевка находится на расстоянии в 1 км от села Дружелюбовка, в 1,5 км от села Украинка и в 4-х км от города Вольнянск.
По селу протекает пересыхающий ручей с запрудой.
Рядом проходят автомобильная дорога Н-15 и
железная дорога, станция Янцево в 2-х км.

## История
- 1913 год — дата основания.

## Достопримечательности
- Братская могила советских воинов.